# Senja (Kommune)
Senja ist eine norwegische Kommune in der Provinz (Fylke) Troms, die seit dem 1. Januar 2020 existiert. Sie setzt sich aus den ehemaligen Gemeinden Lenvik, Torsken, Tranøy und Berg zusammen und hat 14.948 Einwohner (Stand: 1. Januar 2025). Das Verwaltungszentrum ist die Ortschaft Finnsnes.

## Geografie
Die Kommune Senja umfasst die gesamte Insel Senja sowie einen Teil des norwegischen Festlandes. Der Bereich auf dem Festland liegt zwischen der Meerenge Gisund und dem Malangsfjord. Die Insel Senja wird über die Brücke Gisundbrua mit dem Festlandsgebiet verbunden. Der Fylkesvei 86 verbindet Finnsnes mit der Europastraße 6, die Norwegen in Nord-Süd-Richtung durchquert. Schiffe der Hurtigruten, die von unter anderem Harstad und Tromsø ansteuern, legen in Finnsnes an.
Das Terrain auf der Insel Senja ist gebirgig und von Fjorden und Tälern durchzogen. Die Bevölkerung konzentriert sich dort auf schmalere flache Küstenstreifen. Auf dem Festland ist das Gebirge grundsätzlich nicht so stark ausgeprägt und es befinden sich hier größere Ansiedlungen. Mit der Vassbruntinden, die eine Höhe von 1208,8 moh. hat, liegt die höchste Erhebung allerdings auf dem Festland. Entlang des Flusses Lakselva bietet der Boden die Voraussetzung für die agrarische Bewirtschaftung. Größere Flächen des Gemeindeareals sind zudem Moore. Im Süden der Insel Senja befindet sich der Ånderdalen-Nationalpark.
Die Gemeinde Senja hat weder Nynorsk noch Bokmål als offizielle Sprachform, sondern ist in dieser Frage neutral. Die Bewohner der Kommune werden „Senjaværing“ oder „Senjeværing“ genannt.

## Geschichte
Die Kommune Senja entstand im Rahmen der Kommunalreform in Norwegen zum 1. Januar 2020. Dabei wurden die ehemaligen Kommunen Lenvik, Torsken, Tranøy und Berg zu einer Gemeinde zusammengelegt. Die erste Kommunalwahl für die neue Gemeinde wurde bereits im September 2019 durchgeführt. Die Kommunen lagen davor alle in der Provinz Troms, im Zuge der landesweiten Regionalreform ging diese Anfang 2020 in die neu gebildete Provinz Troms og Finnmark über, die zum 1. Januar 2024 wieder aufgelöst wurde.

## Wirtschaft
Ab den 1970er-Jahren entwickelte sich Finnsnes zu einer Art Handelszentrum für die im Zentrum der damaligen Provinz Troms gelegenen Gebiete. Des Weiteren ist für die Wirtschaft Senja vor allem die Fischerei von großer Bedeutung. Die Fischerflotten sind sowohl lokal wie auch weiter vom Land entfernt unterwegs. Es werden vor allem Kabeljau, Schalentiere und Seelachse gefangen. Im Jahr 2018 waren acht Prozent der Arbeitsplätze in Senja in der Landwirtschaft oder Fischerei verortet. Des Weiteren sind weitere 21 % im Sekundärsektor angestellt, wobei ein größerer Teil dieser Arbeitsplätze in der Fischverarbeitung liegt.
Im Finnfjord Smelteverk wird Ferrosilicium produziert. In der Kommune befindet sich mit dem Skaland Graphite zudem das größte Bergwerksunternehmen der ehemaligen Provinz Troms.

## Kultur
In der Kommune befinden sich mehrere Kirchen. Die älteste davon ist die Kirche in Tranøy, die im 13. Jahrhundert erbaut wurde. In Finnsnes liegt ein Lokalbüro des norwegischen Rundfunks Norsk rikskringkasting (NRK).

## Persönlichkeiten
- Anders Olsen († 1786), norwegisch-dänischer Kaufmann und Kolonialverwalter
- Tove Karoline Knutsen (* 1951), Musikerin und Politikerin
- Geir Inge Sivertsen (* 1965), Politiker